# تورهای ۱۹۷۴ پینک فلوید

## تور تابستان ۱۹۷۴ فرانسه
تور تابستان ۱۹۷۴ فرانسه (به انگلیسی: French Summer Tour 1974) یک تور/کنسرت کوتاه از گروه موسیقی پراگرسیو راک پینک فلوید بود که در تابستان ۱۹۷۴ در فرانسه برگزار شد.
در این تور گروه پینک فلوید نخستین اجراهای خود را از سه آهنگ بدرخش ای الماس مجنون، سگ‌ها و گوسفند را به نمایش گذاشت. آخرین اجرای آهنگ «مراقب تبر باش، یوجین» نیز در این تور انجام شد و تا سال ۱۹۷۷، گروه دیگر این آهنگ را اجرا نکرد. تور فرانسه اولین بار بود که گروه در اجراهای خود از صفحه‌های دایره‌وار استفاده می‌کرد.

### تاریخ تورها
| تاریخ         | شهر    | کشور   | محل برگزاری                                 |
| ------------- | ------ | ------ | ------------------------------------------- |
| ۱۸ ژوئیه ۱۹۷۴ | تولوز  | فرانسه | Palais des Exposition                       |
| ۱۹ ژوئیه ۱۹۷۴ | پواتیه | فرانسه | Les Arènes                                  |
| ۲۱ ژوئیه ۱۹۷۴ | دیژون  | فرانسه | Palais des Expositions                      |
| ۲۲ ژوئیه ۱۹۷۴ | کولمر  | فرانسه | Théâtre de Plein Air, Parc des Expositions  |
| ۲۴ ژوئیه ۱۹۷۴ | پاریس  | فرانسه | Palais des Sports de la Porte de Versailles |
| ۲۵ ژوئیه ۱۹۷۴ | پاریس  | فرانسه | Palais des Sports de la Porte de Versailles |
| ۲۶ ژوئیه ۱۹۷۴ | پاریس  | فرانسه | Palais des Sports de la Porte de Versailles |

### لیست آهنگ‌ها
لیست اول:
1. «بدرخش» (که بعدها به «بدرخش ای الماس مجنون» تغییر عنوان یافت)
2. نسخه‌های اولیه از آهنگ «گوسفند» که ابتدا «Raving and Drooling» نام داشت.
3. «پژواک‌ها»

لیست دوم:
1. «با من صحبت کن»
2. «نفس بکش»
3. «پا به فرار»
4. «زمان»
5. «کنسرتی بزرگ در آسمان»
6. «پول»
7. «ما و آن‌ها»
8. «هر رنگی که دوست داری»
9. «اختلال ذهنی»
10. «کسوف»

به همراه آهنگ:
1. «مراقب تبر باش، یوجین»
2. «یه روز از این روزها»

## تور زمستان ۱۹۷۴ بریتانیا
تور زمستان ۱۹۷۴ بریتانیا یک کنسرت/تور کوتاه‌مدت از گروه پینک فلوید بود که در زمستان ۱۹۷۴ توسط پینک فلوید در بریتانیا به اجرا درآمد. این تور از ۴ نوامبر آغاز شد و در ۱۴ دسامبر به پایان رسید. در این تور اواین نسخه‌ها از آهنگ سگ‌ها به اجرا درآمد.

### تاریخ تورها
| زمان           | شهر           | کشور     | محل برگزاری          |
| -------------- | ------------- | -------- | -------------------- |
| ۴ نوامبر ۱۹۷۴  | ادینبرو       | اسکاتلند | Usher Hall           |
| ۵ نوامبر ۱۹۷۴  | ادینبرو       | اسکاتلند | Usher Hall           |
| ۸ نوامبر ۱۹۷۴  | نیوکاسل       | انگلیس   | Odeon                |
| ۹ نوامبر ۱۹۷۴  | نیوکاسل       | انگلیس   | Odeon                |
| ۱۴ نوامبر ۱۹۷۴ | لندن          | انگلیس   | Empire Pool, Wembley |
| ۱۵ نوامبر ۱۹۷۴ | لندن          | انگلیس   | Empire Pool, Wembley |
| ۱۶ نوامبر ۱۹۷۴ | لندن          | انگلیس   | Empire Pool, Wembley |
| ۱۷ نوامبر ۱۹۷۴ | لندن          | انگلیس   | Empire Pool, Wembley |
| ۱۹ نوامبر ۱۹۷۴ | استوک-آن-ترنت | انگلیس   | Trentham Gardens     |
| ۲۲ نوامبر ۱۹۷۴ | کاردیف        | ولز      | SWALEC Stadium       |
| ۲۸ نوامبر ۱۹۷۴ | لیورپول       | انگلیس   | Empire Theatre       |
| ۲۹ نوامبر ۱۹۷۴ | لیورپول       | انگلیس   | Empire Theatre       |
| ۳۰ نوامبر ۱۹۷۴ | لیورپول       | انگلیس   | Empire Theatre       |
| ۳ دسامبر ۱۹۷۴  | بیرمنگام      | انگلیس   | The Hippodrome       |
| ۴ دسامبر ۱۹۷۴  | بیرمنگام      | انگلیس   | The Hippodrome       |
| ۵ دسامبر ۱۹۷۴  | بیرمنگام      | انگلیس   | The Hippodrome       |
| ۹ دسامبر ۱۹۷۴  | منچستر        | انگلیس   | The Palace Theatre   |
| ۱۰ دسامبر ۱۹۷۴ | منچستر        | انگلیس   | The Palace Theatre   |
| ۱۳ دسامبر ۱۹۷۴ | بریستول       | انگلیس   | Bristol Hippodrome   |
| ۱۴ دسامبر ۱۹۷۴ | بریستول       | انگلیس   | Bristol Hippodrome   |

### لیست آهنگ‌ها
لیست اول:
1. «بدرخش» (که بعدها به «بدرخش ای الماس مجنون» تغییر عنوان یافت)
2. نسخه‌های اولیه از آهنگ «گوسفند» که ابتدا «Raving and Drooling» نام داشت.
3. نسخه‌های اولیه از آهنگ «سگ‌ها» با نام «You've Got to Be Crazy»

لیست دوم:
1. «با من صحبت‌کن»
2. «نفس بکش»
3. «پا به فرار»
4. «زمان»
5. «کنسرتی بزرگ در آسمان»
6. «پول»
7. «ما و آن‌ها»
8. «هر رنگی که دوست داری»
9. «اختلال ذهنی»
10. «کسوف»

به همراه آهنگ:
1. «پژواک‌ها»

## اعضای گروه
- نیک میسون - درامز و سازهای کوبه‌ای
- ریچارد رایت - کیبوردز، خواننده
- دیوید گیلمور - گیتار و خواننده
- راجر واترز - گیتار بیس و خواننده

همراه با:
- دیک پری - ساکسفون